# Gonić burzę
Gonić burzę – trzeci album studyjny polskiej piosenkarki popowej Marceliny. Został wydany 9 października 2015 nakładem Warner Music Poland. To trzynaście kompozycji gitarowego popu stworzonych przez Marcelinę i wyprodukowanych przez Roberta Cichego. Płytę nagrywano od lutego do lipca 2015 w studiach Jana Komara oraz Roberta Cichego. 

## Lista utworów
1. „Miły mój”
2. „Chandra”
3. „Świt”
4. „Już szepczą mewy”
5. „Mróz”
6. „Liliowa”
7. „Nie mogę zasnąć”
8. „Czarna wołga”
9. „Kochaj albo puść”
10. „Gonić burzę”
11. „Nie odprowadzaj”
12. „Uwolnij mnie”
13. „Płochy”